# Region Północno-Wschodni (Ghana)
Region Północno-Wschodni (ang. Upper East Region) – region Ghany zlokalizowany w północno-wschodnim rogu kraju i graniczy od północy z Burkina Faso i Togo od wschodu. Stolicą regionu jest Bolgatanga, czasami nazwa skracana jest do Bolga. Inne większe miasta to Bawku i Navrongo.
Głównymi grupami etnicznymi są Bimoba, Bissa, Buli, Frafra, Kantosi, Kasem i Kusaal. Region głównie pokryty jest łąkami sawanny i sahel. Klimat jest bardzo suchy.
Region Północno-Wschodni jest częścią byłego regionu Upper.
W latach 1902–1960 Terytorium Północne było pod protektoratem brytyjskim, a 1 lipca 1960 roku zostało rozdzielone na Region Północny i Upper Region, który później, podczas reformy administracyjnej w roku 1983, został podzielony na Region Północno-Wschodni i Region Północno-Zachodni.
W jego skład wchodzi 15 dystryktów:
- Okręg miejski Bawku
- Dystrykt Bawku West
- Dystrykt Binduri
- Okręg miejski Bolgatanga
- Dystrykt Bongo
- Okręg miejski Builsa North
- Dystrykt Builsa South
- Dystrykt Garu
- Okręg miejski Kassena-Nankana
- Dystrykt Kassena-Nankana West
- Dystrykt Nabdam
- Dystrykt Pusiga
- Dystrykt Talensi
- Dystrykt Bolgatanga East
- Dystrykt Tempane.

## Ekonomia i turystyka
Ekonomia regionu oparta jest na rolnictwie, głównie na hodowli bydła i uprawie zbóż (proso, sorgo i ryż). Region jest też znany ze swoich rękodzieł i lokalnie warzonego piwa znanego jako Pito. Rynek w Bolga ma długą historię. Starożytny transsaharyjski szlak handlowy z Mali, który przechodził przez Burkina Faso łączył się w Bolga z drugim szlakiem z północnej Nigerii, i razem ciągnęły się dalej do Tamale i południowej Ghany. Na rynku w Bolga turyści mogą kupić słomkowe kapelusze, kosze, artykuły skórzane, metalowe i tradycyjną odzież.
Tak jak w innych częściach Ghany, kolonializm i handel niewolnikami są częścią historii Górnego Regionu Wschodniego. Obszar oferuje wgląd w tę historię organizując wycieczki z przewodnikiem do dawnych obozów niewolniczych. W Widnaba zwiedzający mogą wejść do pustego baobabu, w którym niewolnicy byli przetrzymywani w niewoli. W Paga Nania, 3 km na zachód od Paga, znajduje się niewolniczy obóz przejściowy z relikwiami handlu niewolnikami. Od XVI stulecia, kiedy niewolnicy stali się dominującym artykułem handlowym, Nania bywał pierwszą przerwą w podróży i rynkiem aukcji niewolników pojmanych w Mossi i okolicach. Targ usytuowany był w skalistej okolicy nazywanej Pinkworo (Skały Strachu). Do dziś istnieje skała, która była używana jak punkt obserwacyjny przez uczestników obławy, rynny formowane w skałach, z których niewolnicy pili wodę, kamienie szlifierskie i nacięcia w skałach, gdzie niewolnicy rozgniatali ziarno na mąkę.
Unikalnym miejscem w regionie są Gwiżdżące Skały (ang. Tongo Whistling Rocks) położone 10 km od Bolgatanga, skały granitowe wystają dramatycznie z terenu i powodują dziwne gwiżdżące dźwięki w listopadzie i grudniu, kiedy wiatr Harmattan przelatuje z Sahary przez Region Północny .
Region też zabawia gości podczas wielu festynów w ciągu całego roku. Większość festynów organizowanych jest w celu sprowadzenia  urodzaju albo świętowania żniw, wśród nich Gologo Festival obchodzony w marcu przez Talensis of Tong-Zug, tuż przed sianiem ziarna. Podczas trzydniowego święta, składa się ofiary bogom za obfity deszcz i dobry urodzaj. Kolejny to Fao Festival organizowany między listopadem i marcem w tradycyjnych rejonach  Page/Chiana i Kayoro, traktowany jako ofiara dziękczynna za dobre żniwa.

## Spis 2021
Według spisu z 2021 roku region liczy 1,3 mln mieszkańców, w tym: 72,6% to plemiona Mole-Dagbani, 14,8% Grusi, 6,5% Mande i 3,5% to Gurma. Pod względem religijnym 29,7% wyznaje islam, 24,6% protestantyzm, 17,9% katolicyzm, 17,5% tradycyjne religie afrykańskie, 6,9% inne chrześcijańskie, 2,4% inne religie i 1% nie wyznawał żadnej religii. 